# Manuel Piar

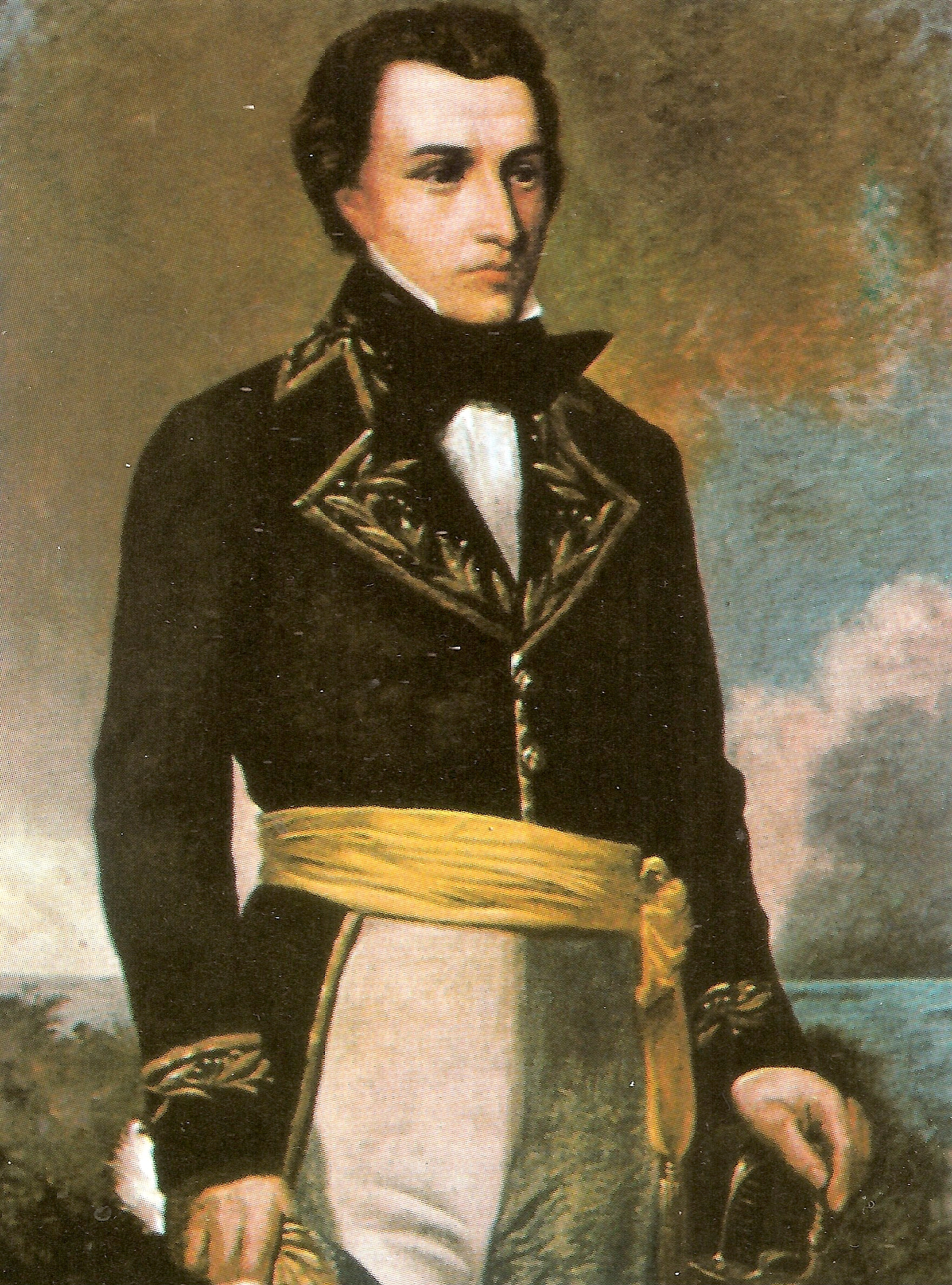
Manuel Piar

Manuel Carlos María Francisco Piar Gómez (* 28. April 1774 auf Curaçao; † 16. Oktober 1817 in Angostura) war ein venezolanischer Militär und Held der Unabhängigkeitskriege.

## Leben
Manuel Piar wurde 1774 in Willemstad auf der Insel Curaçao geboren. Er war der Sohn von Fernando Alonso Piar, einem Spanier von den Kanarischen Inseln und der Sklavin Mary Isabel Gómez, einer Mulattin. 1785 zog er auf das venezolanische Festland.
Im Jahr 1797 schloss er sich im Alter von 23 Jahren der Unabhängigkeitsbewegung von Gual und España an. Nach dem Scheitern der Konspiration musste er aus Venezuela fliehen. Piar war dann Fähnrich bei Francisco de Miranda. Er nahm an den Schlachten von Puerto Cabello und Sorondo, in Guayana, im Jahr 1812, teil. Nach dem Fall der Ersten Republik musste er nach Trinidad fliehen. Er kämpfte danach auf der Seite des Generals Santiago Mariño und wurde so zu einem der leitenden Militärs während der Zweiten Republik. Mit seiner Beteiligung marschierten bolivarische Truppen in das Gebiet des heutigen Guyana ein.
Piar unterstützte die Prinzipien des Cariaco-Kongresses, wonach Simón Bolívar nicht mehr die alleinige Führung haben sollte. Des Weiteren wollte er die Rassenfrage in die Unabhängigkeitsbewegung einbringen, was Bolívar, die haitianische Pardokratie (Herrschaft der Braunhäutigen) vor Augen, strikt ablehnte. Worauf Bolívar ihm seine Truppen entzog. Piar musste zurücktreten und konpirierte gegen Bolívar, er wurde am 28. September 1817 festgenommen, am 15. Oktober 1817 zum Tode verurteilt und am 16. Oktober in Angostura (heute Ciudad Bolivar, Venezuela) hingerichtet.